# Misil
Un misil es un proyectil autopropulsado por cohete o motor de reacción, que puede ser guiado durante toda o parte de su trayectoria. Generalmente los misiles se usan como arma y tienen una o más cabezas de guerra explosivas, aunque también pueden usarse otros tipos de arma en el misil. Los hay de tamaños y alcance muy variados desde los misiles antitanque que pueden ser llevados y lanzados por una sola persona hasta los enormes misiles balísticos intercontinentales.
Los dispositivos explosivos aerotransportados sin propulsión se denominan obuses si son disparados por una pieza de artillería y bombas si son arrojados por un avión. Las armas no guiadas propulsadas a reacción o cohetes generalmente se describen como artillería de cohetes.

## Etimología
La palabra «misil» proviene del adjetivo latino missĭlis, que significa ‘arrojadizo’, del verbo mittere ‘lanzar, arrojar’.
En el lenguaje militar común, la palabra «misil» describe una munición autopropulsada guiada, mientras que la palabra «cohete» describe una munición autopropulsada no guiada. Las municiones guiadas sin motor son conocidas como bombas guiadas. Una subdivisión mayor habitual es considerar como «misil balístico» a una munición que sigue una trayectoria balística y «misil de crucero» a una munición que genera sustentación (se desplaza como una aeronave de ala fija).

## Historia

### Desarrollos iniciales

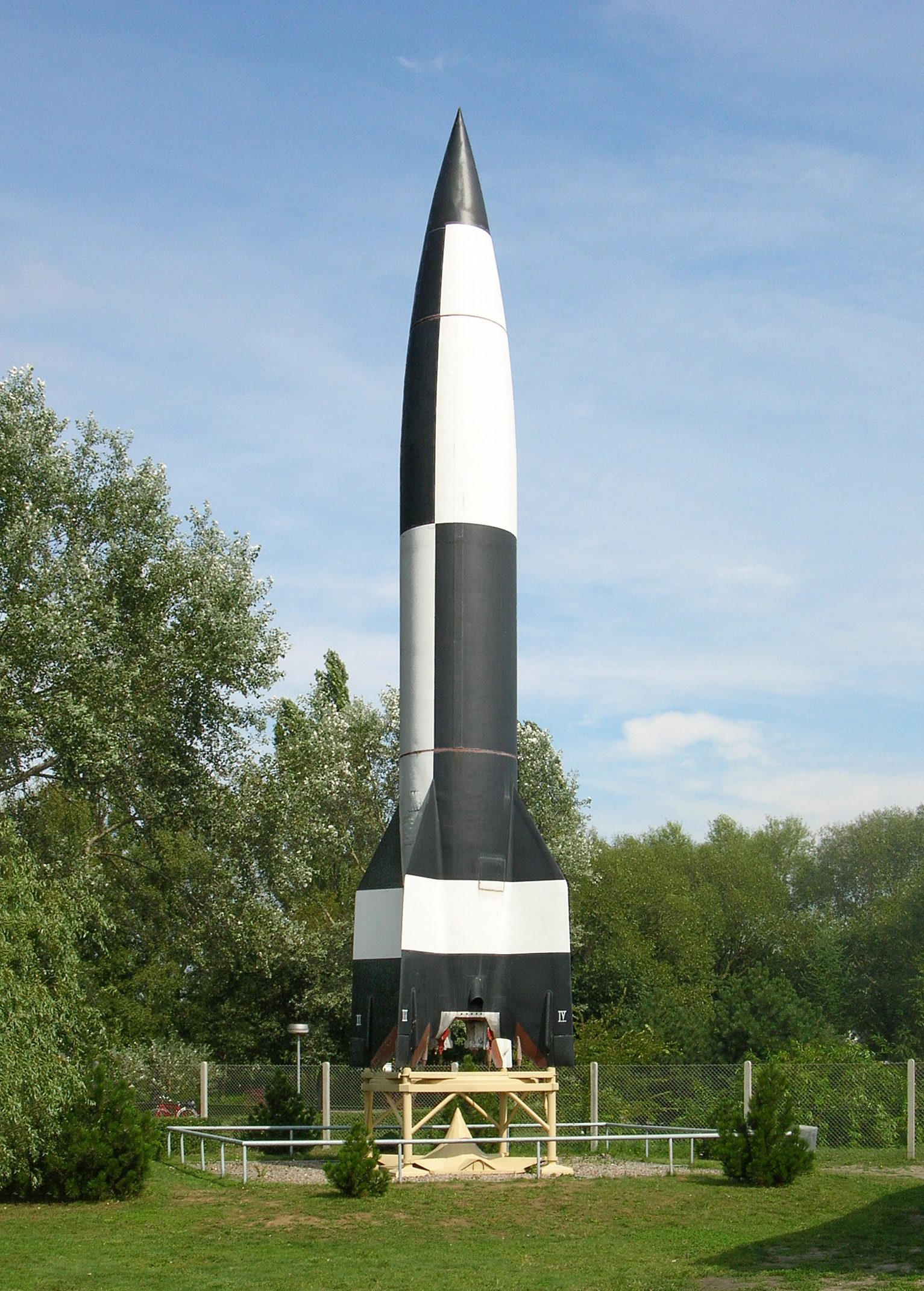
V-2 alemán de la Segunda Guerra Mundial.

Desde el siglo VI parecen atestiguados en China cohetes recreativos o de guerra. Los chinos también usaban lanzacohetes múltiples de mano (llevados en cestas) o con carros llamados hwacha entre los coreanos ya en 1377. El hwacha fue creado por Choi Mu-seon, quien fue pionero en la producción de pólvora de cohetes y fue el autor del primer cohete coreano, bajo la dinastía Choeson.
A finales del siglo XVIII y principios del XIX, los cohetes con ojivas explosivas o incendiarias son probados en los ejércitos regulares europeos. El modelo más conocido fue sin duda el denominado "de Congreve", inspirado en los cohetes del reino de Mysore (en la actual India), utilizado por los ejércitos ingleses. La mejora de los cañones durante la segunda mitad del siglo XIX provocó el abandono de los cohetes con cabeza explosiva. Sin embargo, parece que se utilizaron, y todavía se utilizan, modelos iluminadores y/o incendiarios.
En octubre de 1914, durante la Primera Guerra Mundial, el ejército alemán comenzó a desarrollar un biplano armado con torpedos que se lanzaba desde un zepelín. Las pruebas de vuelo se llevaron a cabo en abril de 1917 pero esta arma nunca se desplegó. Durante esta misma guerra, varios globos de observación franceses fueron derribados por cohetes incendiarios (lo que llevó a la adopción del paracaídas por parte de los aeronautas). El ejército francés también usó cohetes de pólvora lanzados desde el aire para derribar globos de observación alemanes.
Los primeros misiles en ser usados operacionalmente fueron una serie de misiles alemanes de la Segunda Guerra Mundial. Los más famosos de ellos fueron los V1 y V2, ambos usaban un piloto automático mecánico muy simple para mantener el misil volando a lo largo de una ruta preseleccionada. No tan conocidos fueron una serie de misiles antibuque y antiaéreos, normalmente basados en un sencillo sistema de radiocontrol dirigido por el operador. Sin embargo, esos primeros sistemas tenían una alta tasa de fallo, de manera que eran muy inestables.
Los Aliados llegaron muy tarde en este campo, solo los Estados Unidos pusieron en servicio en 1945 una bomba voladora autoguiada ("Bat") que se utilizó como pocas veces durante la campañas del Pacífico. Después de la guerra, se desarrollaron los primeros misiles aire-aire, tierra-aire y tierra-superficie.

## Cargas y usos de los misiles
Los misiles guiados son proyectiles a reacción para uso militar, que poseen en capacidad de guiarse proporcionando órdenes electrónicas que hacen variar su trayectoria de vuelo, de modo que en algún lugar de la misma, intercepte la trayectoria de su objetivo y lo ponga fuera de combate por el efecto de una cabeza de guerra en su ojiva (cuya composición varía de acuerdo al empleo táctico del misil).
Los misiles son comúnmente usados en las guerras, ya que contienen un poder destructivo grande (por lo general en forma de cabeza explosiva) hasta un objetivo. Aparte de explosivos, otros posibles tipos de carga en un misil son químicos y biológicos. A veces los misiles también llevan cargas diseñadas para romper infraestructuras sin dañar a las personas. Por ejemplo, en la Guerra del Golfo los misiles de crucero fueron cargados con filamentos de grafito, que llevados a centrales eléctricas y estaciones de distribución de energía provocaron cortocircuitos. Otros misiles hacen uso tan solo de la energía cinética para destruir el objetivo con su impacto a gran velocidad. Pero los más devastadores son, sin duda alguna, los misiles balísticos intercontinentales con cabezas termonucleares.

## Tecnología
Los misiles disponen genéricamente de tres sistemas, ya sea integrados en él o externos, que sirven para describirlos y categorizarlos. Disponen de un sistema de localización, un sistema de guía, y un sistema de control de vuelo.
Los misiles guiados tienen varios sistemas componentes diferentes:
- Selección del objetivo y/o guiado
- Sistema de vuelo
- Motor
- Cabeza de guerra

### Sistemas de guiado

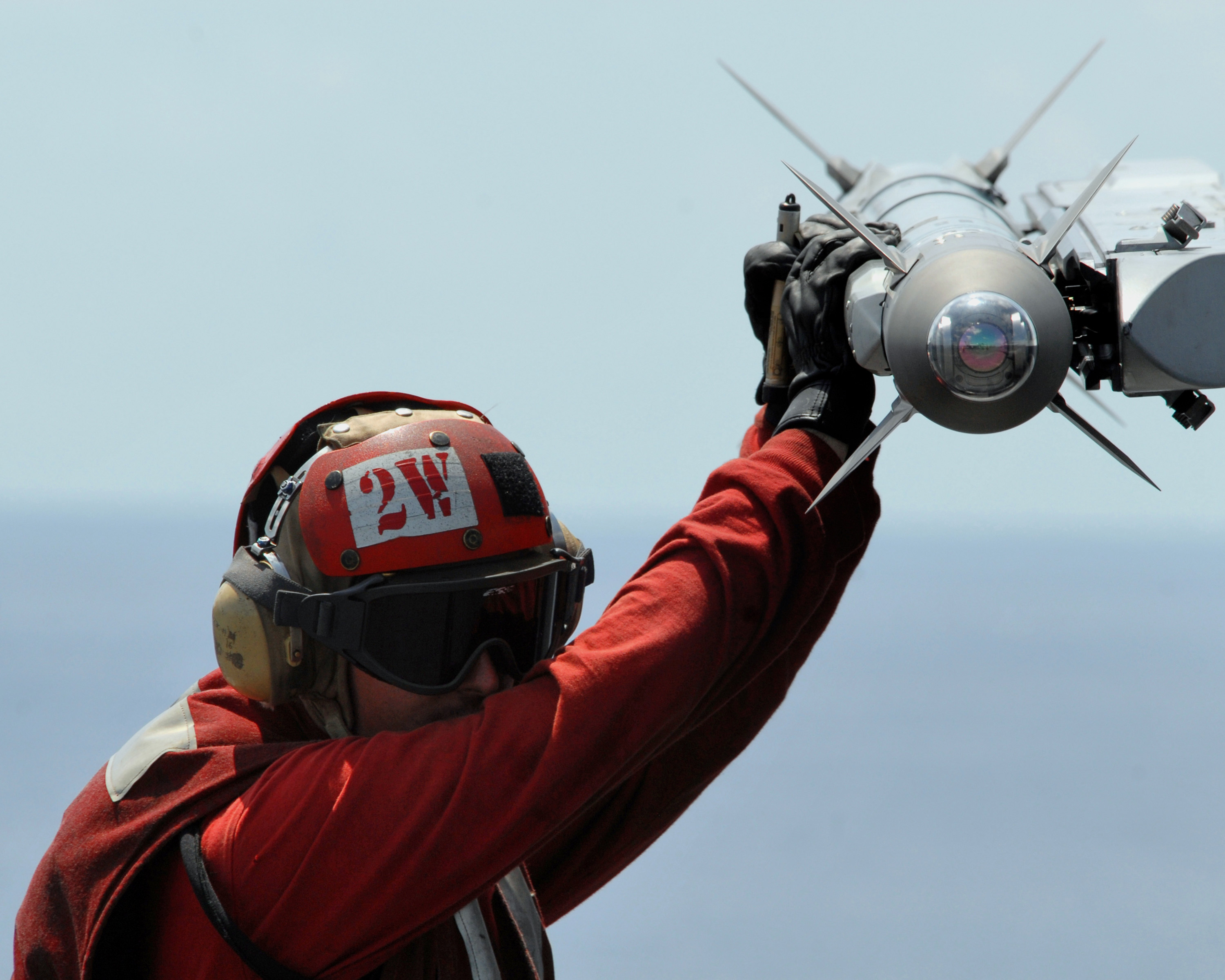
Cabeza sensora de un misil AIM-9X montado en el ala de un avión de caza.

Generalmente poseen una cabeza con sistema de guiado específico (infrarrojo, radar, sistema de navegación inercial, electroóptico, TV o radiocontrolado). Esta radiación puede emanar del objetivo (como el calor de un motor o las ondas de radio de un radar enemigo), puede ser proporcionada por el propio misil (como un radar), o puede ser proporcionada por un tercero amigo (como el radar del vehículo/plataforma de lanzamiento, o un designador láser operado por infantería amiga). Los dos primeros a menudo se conocen como dispara y olvida ya que no necesitan más apoyo o control del vehículo/plataforma de lanzamiento para funcionar. Otro método es usar guía de TV, con luz visible o imágenes infrarrojas producidas para ver el objetivo. Las imágenes pueden ser utilizadas por un operador humano que dirige el misil hacia su objetivo o por un ordenador que hace prácticamente el mismo trabajo. En cambio, uno de los métodos de guía más extraños usaba una paloma para dirigir un misil hacia su objetivo. Algunos misiles también tienen una capacidad de home-on-jam para guiarse a una fuente de emisión de radar. Muchos misiles utilizan una combinación de dos o más métodos para mejorar la precisión y las posibilidades de un resultado exitoso.
Otro método es apuntar el misil conociendo la ubicación del objetivo y usando un sistema de guía como INS, TERCOM, o guía satelital. Este sistema guía el misil al conocer la posición actual y la posición del objetivo y luego calcula un curso. Este trabajo también puede ser realizado de forma un tanto rudimentaria por un operador humano que puede ver el objetivo y el misil y guiarlo usando un control remoto basado en cable o radio, o por un sistema automático que puede rastrear simultáneamente el objetivo y el misil.
Además, algunos misiles usan la orientación inicial, enviándolos a un área objetivo, donde cambiarán a la orientación principal, utilizando el radar o la orientación IR para adquirir el objetivo.
Ya sea que un misil guiado use un sistema de orientación, un sistema de guía o ambos, necesita también de un sistema de vuelo. El sistema de vuelo utiliza los datos del sistema de orientación para maniobrar el misil en vuelo, lo que le permite contrarrestar imprecisiones o seguir un objetivo en movimiento. Hay dos sistemas principales: empuje vectorial (para misiles que funcionan durante la fase de guía de su vuelo) y maniobras aerodinámicas (alas, aletas, canard, etc.).

### Sistemas de adquisición de objetivos
Otro método de dirigir el misil hacia el objetivo es indicarle la posición del objetivo, y conocida la posición del misil estimar la trayectoria a realizar. Esta trayectoria puede ser calculada por el propio misil o mandada por radio al misil desde un operador que calcule la ruta.

### Sistemas de vuelo
Cualquier misil guiado que usa un sistema de búsqueda de blanco, un sistema de guiado o ambos, necesita un sistema de vuelo. El sistema de vuelo utiliza los datos del objetivo o los sistemas de guiado para maniobrar el misil en vuelo, permitiendo controlar las imprecisiones en el misil o seguir a un objetivo móvil. Hay dos sistemas principales: empuje vectorial o mediante maniobras aerodinámicas (movimiento de alas, timones, etc.).

### Motor

Un diagrama simplificado de un cohete de combustible sólido:

La mayoría de los misiles pequeños tienen un motor cohete de propelente sólido o un motor jet, el cual sólo le provee unos pocos segundos de empuje. El misil se acelera a su máxima velocidad justo antes de que el combustible se agote, y depende de su inercia por el tiempo restante del vuelo. Los misiles de mayor tamaño llegan a disponer de motores cohete de propelente líquido, que les permite períodos de impulso más extendidos y mucho más alcance. Los motores a reacción se utilizan generalmente en misiles de crucero, más comúnmente del tipo turborreactor, debido a su relativa simplicidad y área frontal baja. Los turbofans y ramjets son las únicas otras formas comunes de propulsión de motores a reacción, aunque teóricamente podría usarse cualquier tipo de motor. Los misiles de largo alcance pueden tener múltiples etapas de motor, particularmente en aquellos lanzados desde la superficie. Estas etapas pueden ser todas de tipos similares o pueden incluir una combinación de tipos de motores; por ejemplo, los misiles de crucero lanzados desde la superficie a menudo tienen un propulsor de cohetes para el lanzamiento y un motor a reacción para el vuelo sostenido.
Algunos misiles pueden tener propulsión adicional de otra fuente en el momento del lanzamiento; por ejemplo, la V1 fue lanzada por una catapulta, y la MGM-51 Shillelagh fue disparada desde un cañón de tanque (usando una carga más pequeña que la que se usaría para un proyectil).

### Cabeza bélica
Los misiles generalmente tienen uno o más ojivas explosivas, aunque también se pueden usar otros tipos de armas. Las ojivas de un misil proporcionan su poder destructivo principal (muchos misiles tienen un gran poder destructivo secundario debido a la alta energía cinética del arma y al combustible no quemado que puede haber a bordo). Las ojivas son más comúnmente del tipo alto explosivo, a menudo empleando cargas de forma para explotar la precisión de un arma guiada para destruir objetivos endurecidos. Otros tipos de ojivas incluyen submuniciones, incendiarios, armas nucleares, químicas, biológicas o radiológicas o como penetrador de energía cinética. Los misiles sin ojivas se utilizan a menudo con fines de prueba y entrenamiento.

## Tipos de misiles

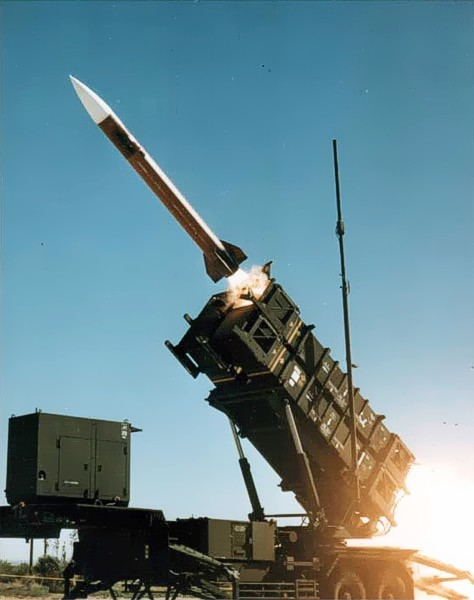
Lanzamiento de un misil MIM-104 Patriot.

Los misiles suelen ser categorizados según donde se encuentra su plataforma de lanzamiento y su blanco intencional, en términos generales estos serán «superficie» («tierra» o «agua») o «aire», (por ejemplo un misil tierra-aire es un misil lanzado desde tierra contra objetivos en el aire). Y subcategorizados por el tipo exacto de blanco para el que están diseñados (como misil antitanque o misil antibuque por ejemplo). A pesar de eso, muchas armas están diseñadas para ser lanzadas desde superficie o desde el aire indistintamente, y algunas están diseñadas para atacar tanto objetivos terrestres como aéreos (como el misil ADATS). Muchas armas requieren algunas modificaciones a la hora de ser lanzadas desde aire o tierra, como la incorporación de cohetes impulsores para versiones lanzadas desde tierra. Es habitual diferenciar misiles según su alcance: corto, medio, largo o muy largo; y también según su tipo de guiado.
También suelen diferenciarse los misiles en tácticos cuando su objetivo es detener otro ataque ya iniciado, como por ejemplo otro misil lanzado por el enemigo.

### Misiles superficie-superficie y aire-superficie

#### Misiles balísticos
- 1. Desde el silo, el misil es lanzado mediante el encendido del motor de impulso (boost) de la primera fase (A).
- 2. Tras 60 segundos desde el despegue, se desecha la primera fase y se enciende el motor de la segunda fase (B). La cabeza recubridora del misil (E) es eyectada.
- 3. Unos 120 segundos tras el despegue, el motor de la tercera fase (C) comienza su ignición y se separa de la segunda fase.
- 4. 180 segundos después del despegue, la propulsión de la tercera fase termina y el Vehículo de Post-Impulso (D) se separa del cohete.
- 5. El Vehículo de Post-Impulso maniobra sobre sí mismo y se prepara para el despliegue del Vehículo de Re-entrada (RV).
- 6. Se despliegan los RVs, así como los señuelos.
- 7. Los RVs ya armados y los señuelos realizan la re-entrada en la atmósfera a alta velocidad.
- 8. Se produce la detonación de la cabeza nuclear.

Un misil balístico sigue una trayectoria balística para el lanzamiento de una o más ojivas sobre un objetivo determinado. Estas armas consisten en un guiado que ocurre durante breves periodos de tiempo, mientras que el resto de viaje se realiza sin propulsión. Mientras que los misiles balísticos de corto alcance se mantienen dentro de la atmósfera de la Tierra, los misiles balísticos intercontinentaless (ICBMs) se lanzan con una trayectoria suborbital.

#### Misiles de crucero
Un misil de crucero es un misil que usa alas de elevación y más comúnmente un sistema de propulsión por reactor para permitir un vuelo sostenido. Los misiles de crucero son, en esencia, aviones no tripulados. Por lo general están diseñados para llevar una gran carga de explosivos convencionales o cabezas nucleares a cientos de kilómetros de distancia con una precisión excelente. Actualmente, los modernos misiles de crucero pueden volar a velocidades subsónicas, supersónicas o hipersónica, de manera autónoma y volando a baja cota para evitar ser detectados por los radares enemigos

#### Misiles antitanque
Un misil contracarro, misil anticarro o misil antitanque (en inglés: anti-tank guided missile, ATGM) es un misil diseñado primariamente para destruir carros de combate o cualquier vehículo de combate blindado.
El tamaño y el rango de alcance de los misiles contracarro varía desde lanzadores que pueden ser transportados por una sola persona hasta grandes montajes que requieren varios equipos para transportarlo y dispararlo, los cuales pueden ser vehículos o aeronaves.

### Superficie-aire

#### Misiles antiaéreos
Un misil superficie-aire (abreviado SAM, del inglés surface to air missile) o misil tierra-aire (abreviado GTAM, del inglés ground-to-air missile) es un tipo de misil diseñado para ser lanzado desde la superficie terrestre o marítima, por una persona (misil portátil) o una instalación (plataforma de misiles), y alcanzar a aeronaves en vuelo como aviones, helicópteros u otros misiles. Se trata por tanto de un sistema antiaéreo.

### Aire-aire
Un misil aire-aire es un misil que se dispara desde una aeronave con el propósito de destruir a otra aeronave. En los medios militares de la OTAN y en el mundo occidental en general se designa a este tipo de misiles mediante siglas en inglés: AAM para air-to-air missile, literalmente: «misil aire-aire», pero también se usan otras siglas para designar diferentes tipos de misil AAM (por ejemplo AIM para airborne intercept missile: «misil embarcado de intercepción» o AMRAAM para advanced medium-range air-to-air missile: «misil aire-aire avanzado de medio alcance»).
Los misiles aire-aire suelen estar propulsados por uno o más motores cohete, normalmente de combustible sólido pero a veces de combustible líquido. Los motores de tipo estatorreactor, como los usados en el misil MBDA Meteor, actualmente en desarrollo, están surgiendo como propulsores para futuros misiles de medio alcance para mantener una velocidad media elevada.

## Desmontaje
Si no se ha utilizado, el misil obsoleto sigue siendo un objeto peligroso, especialmente las municiones en racimo como los cohetes MLRS. La la descarga en el mar o lago de municiones sin estallar ya no es una solución aceptable, como lo es su destrucción por medio de explosivos por naturaleza, fuente de contaminación y riesgo.
Se están instalando unidades especiales de desguace con tratamiento térmico de materiales susceptibles de ser reciclados y posible reciclado de determinados elementos o metales preciosos, incluso en Francia en 2014 en Bourges-Le Subdray (Cher) donde se inauguró por parte de MBDA, en un sitio clasificado como “Seveso 2 umbral alto” rodeado de árboles, el primer sitio francés para “desmantelar munición compleja” (capacidad: 6 misiles/día, es decir, 2500 toneladas/año. que esencialmente solo permite que los misiles producidos por este fabricante sean procesados en nombre de los servicios conjuntos de municiones del ejército francés y quizás algunas existencias de otros países europeos que han ratificado la Convención de Oslo sobre municiones en racimo); los propulsores y los encendedores se queman a 600-800 grados en un horno blindado, pero la ojiva se envia al industrial noruego Nammo.